# Liszkowo (Borne Sulinowo)
Liszkowo (deutsch Altenwalde, früher auch Altenwall) ist ein Dorf in der polnischen Woiwodschaft Westpommern. Es gehört zur Stadt- und Landgemeinde Borne Sulinowo (Groß Born) im Powiat Szczecinecki (Neustettiner Kreis).

## Geographische Lage
Das Dorf liegt in Hinterpommern, an der Pilow, südlich des Pielburger Sees, auf einer Anhöhe, etwa 25 Kilometer westlich von Neustettin und drei Kilometer südwestlich von Barwice (Bärwalde).

## Geschichte
Die früher auch Altenwall genannte Ortschaft wurde im Jahr 1563 auf einer Rodungsfläche der Pielburger Heide angelegt und war zuerst ein Lehen der Familie Glasenapp gewesen. Im Mittelalter befanden sich hier in der Nähe der Grenze zum Deutschordensstaat und zu Polen Befestigungsanlagen, darunter noch im 14. Jahrhundert das Burgschloss Altenwall. Nach Brümmer ist der Name Altenwall auf den alten Burgwall der ehemaligen Burganlage Pielburg zurückzuführen.
Das Allodial-Rittergut Altenwalde mit Kratzenkaten und Zacherin hatte 1857 Hugo Grieben käuflich erworben. 1884 wird Herrmann Dietrich als Besitzer des Ritterguts mit Branntweinbrennerei genannt. Um 1896 hieß der Gutsbesitzer Giese.
Im Jahr 1865 erhob der preußische Fiskus in der Landgemeinde Altenwalde eine Grundsteuer in Höhe von 71 Reichstalern, sechs Silbergroschen und sechs Pfennigen und im Gutsbezirk Altenwalde eine Grundsteuer von 107 Reichstalern, 19 Silbergroschen und drei Pfennigen.
Am 1. April 1927 betrug die Flächengröße des Ritterguts Altenwalde 1156 Hektar, und am 16. Juni 1925 hatte der Gutsbezirk 175 Einwohner.
Die Gemeinde Altenwalde hatte um 1930 eine Flächengröße von 20,4 km². In der Gemarkung des Orts, in der Altenwalde der einzige Wohnort war, standen insgesamt 80 bewohnte Wohnhäuser.
Im Jahr 1945 gehörte die Landgemeinde Altenwalde zum Landkreis Neustettin im Regierungsbezirk Köslin der preußischen Provinz Pommern des Deutschen Reichs. Altenwalde war Sitz des Amtsbezirks Altenwalde.
Im Frühjahr 1945 wurde Altenwalde von der Roten Armee besetzt. Nach Beendigung der Kampfhandlungen wurde die Region seitens der sowjetischen Besatzungsmacht zusammen mit ganz Hinterpommern und der südlichen Hälfte Ostpreußens der Volksrepublik Polen zur Verwaltung überlassen. Es wanderten nun Polen zu. Altenwalde wurde unter der Ortsbezeichnung ‚Liszkowo‘ verwaltet. In der Folgezeit wurde die einheimische Bevölkerung von der polnischen Administration aus Altenwalde vertrieben.

### Demographie
| Jahr | Einwohner | Anmerkungen |
| ---- | --------- | --- |
| 1783 | —         | adeliger Wohnsitz mit drei Rittersitzen, einem gemeinschaftlich betriebenen Vorwerk, einer Mutterkirche und 31 Feuerstellen (Haushaltungen)                                          |
| 1818 | 167       | Kirchdorf mit dem Kratzken-Katen und dem Krug, adelige Besitzung |
| 1825 | 167       | Dorf, mit dem Kratzken-Katen, dem Krug, der Wassermühle und einer Mutterkirche |
| 1852 | ca. 370   | [ 13 ] |
| 1864 | 515       | am 3. Dezember, Gemeinde- und Gutsbezirk zusammen |
| 1867 | 525       | am 3. Dezember, davon 404 in der Landgemeinde und 121 im Gutsbezirk |
| 1871 | 570       | am 1. Dezember, davon 444 in der Landgemeinde (435 Evangelische und neun Juden) und 126 im Gutsbezirk (127 Evangelische sowie eine katholische und eine sonstige christliche Person) |
| 1885 | 576       | am 1. Dezember, davon 447 in der Landgemeinde (443 Evangelische und vier Juden) und 129 im Gutsbezirk (sämtlich Evangelische)                                                        |
| 1910 | 523       | am 1. Dezember, davon 386 im Gemeindebezirk und 137 im Gutsbezirk |
| 1925 | 552       | davon 546 Evangelische und sechs Katholiken |
| 1933 | 551       | [ 18 ] |
| 1939 | 541       | [ 18 ] |

## Religionen
Die bis 1945 anwesenden Dorfbewohner waren mit gelegentlichen Ausnahmen evangelisch und gehörten zum Kirchspiel Lubow.